# Nick Hysong
Nick Hysong (* 9. prosince 1971, Winslow, Arizona) je bývalý americký atlet, jehož specializací byl skok o tyči.
První větší úspěch zaznamenal na HMS 1995 v Barceloně, kde se umístil na pátém místě. V roce 1999 skončil na světovém šampionátu v Seville společně s Němcem Danny Eckerem na čtvrtém místě. O rok později reprezentoval na letních olympijských hrách v australském Sydney. V soutěži napoprvé skočil 590 cm a tento výkon mu zajistil zlatou medaili. Stejnou výšku zdolal napodruhé další Američan Lawrence Johnson a napotřetí Rus Maxim Tarasov a Němec Michael Stolle. Na další postupné výšce 596 cm již žádný ze čtveřice tyčkařů neuspěl. V roce 2001 vybojoval na mistrovství světa v Edmontonu bronzovou medaili (585 cm).

## Osobní rekordy
- hala – (585 cm – 4. března 1995, Atlanta)
- venku – (590 cm – 29. září 2000, Sydney)